# Стари надгробни споменици у Горњој Врбави
Стари надгробни споменици у Горњој Врбави (Општина Горњи Милановац) представљају збир типолошких карактеристика надгробника са граничних простора рудничко-таковског и гружанског краја и драгоцен извор података преко кога се може пратити генеза становништва овог места.

## Горња Врбава
Село Горња Врбава простире се на крајњим косама југозападних огранака планине Рудник, са леве и десне стране реке Груже и делом према Јешевцу. Овуда води регионални пут који повезује Горњи Милановац и Крагујевац. Село је разбијеног типа, подељено на више засеока: Њиве, Думача, Брдо, Под Планином, Гружа и Поље. Први помен Врбаве (до 19. века Горња Врбава и Доња Врбава биле су једно село) датира из 1458. године, када се помиње у повељи босанског краља Стефана Томаша Котроманића. У турском попису из 1476. године помиње се као пусто село, да би у 16. веку имало незнатан број становника. Насељавање ових простора почело је уочи и за време Првог српског устанка и то са подручја Старог Влаха, Црне Горе и Херцеговине. Село припада црквеној парохији Храма Свете Тројице у Горњем Милановцу, а сеоска слава је Мали Спасовдан.

### Знамените личности
Ово место дало је две личности које су обележиле историју Србије 19. века: браћу од стричева војводу Тома Вучића Перишића и митрополита Мелентија Павловића.

### Сеоско гробље
У Горњој Врбави постоји само једно сеоско гробље. На гробљу су остаци стабла храста-цера, сеоског записа, који се 2017. године срушио у јакој олуји, оштетивши више старих надгробних споменика. Старији споменици у највећем броју клесани су од ситнозрнастог камена из доњоврбавских мајдана који се лако се обрађује, али није постојан на мразу. Надгробници типолошки и стилски показују све особине одлике овога краја, с тим да се овде често појављује самосталан мотив руке деснице која држи цвет или неки предмет карактеристичан за покојника - крст, штап или кишобран (у значењу статусних симбола), књигу, марамицу, чашу итд. Преко доручја мушких руку овде се често виђа чутура, као и мотив стола пуног чаша и флаша за којим нико не седи.